# Telecomando

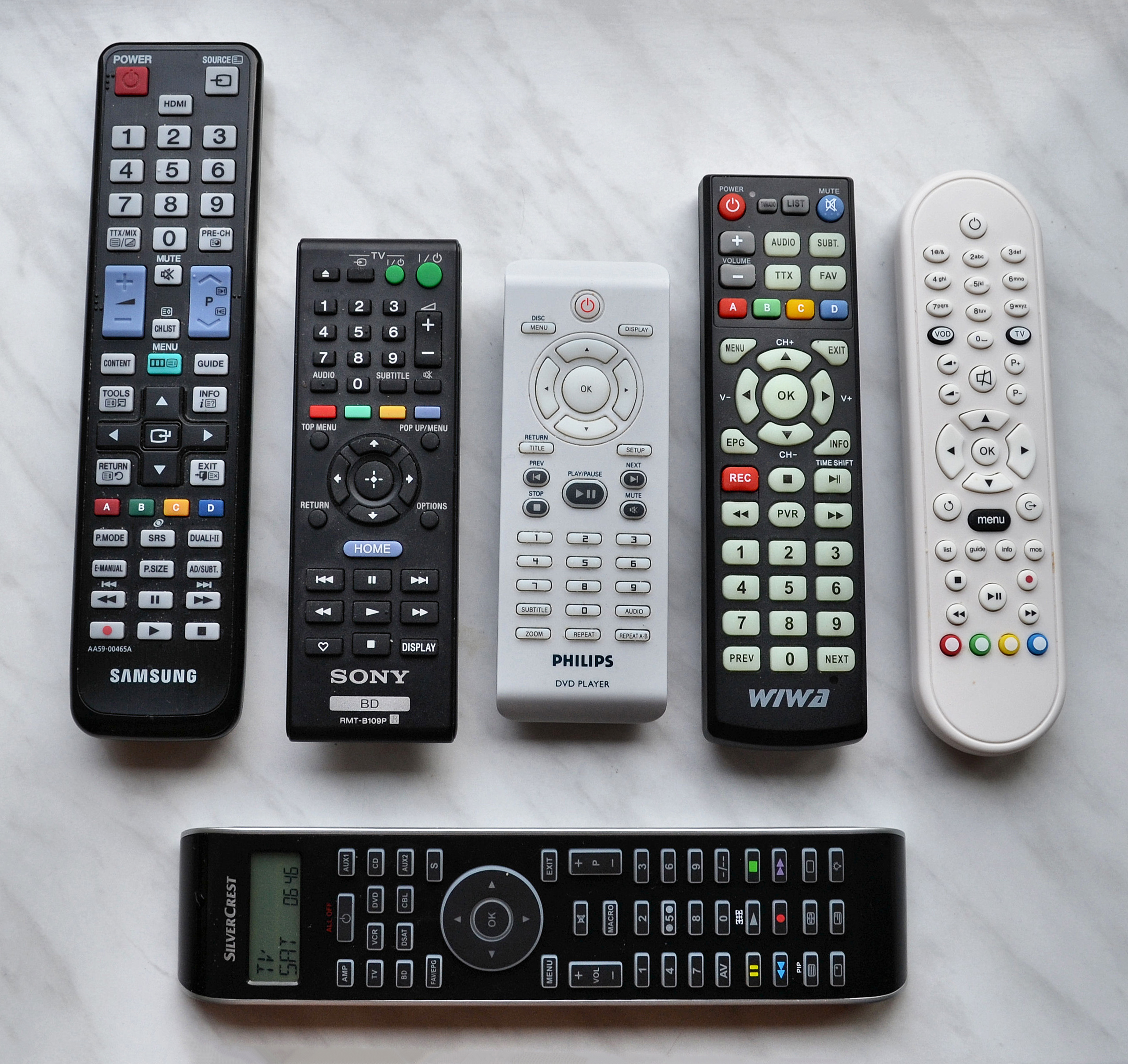
Esempi di telecomandi

Il telecomando è un dispositivo elettronico che consente di inviare (ma non di ricevere) segnali ad un altro dispositivo situato a distanza per comandarlo.
Il telecomando è in genere un oggetto di piccole dimensioni (in confronto alle dimensioni del dispositivo controllato), alimentato a batteria, progettato per potere essere tenuto agevolmente in una mano, o comunque trasportato facilmente da un luogo ad un altro senza necessità di spostare il dispositivo telecomandato.
Nella sua accezione più comune, il telecomando, oltre ad essere portatile (quindi di dimensioni ridotte), trasmette il segnale fino ad una distanza di circa 20 metri (o meno) sotto forma di raggi infrarossi e codificato. In senso lato, il telecomando è un dispositivo che può trasmettere il segnale attraverso un mezzo di trasmissione meccanico, idraulico, oleodinamico, pneumatico, elettrico o radioelettrico. Nell'ultimo caso si parla di "radiocomando".
Attualmente le funzioni dei telecomandi sono molteplici e spaziano nei campi più diversi: l'uso domestico più comune è legato alla gestione delle funzioni dei televisori o di apparati hi-fi ma anche all'apertura/chiusura di porte e cancelli, nonché al comando di impianti di illuminazione. Un campo in cui il telecomando è usualmente impiegato è il modellismo ed altre svariate applicazioni sono possibili in numerose attività.

## Storia

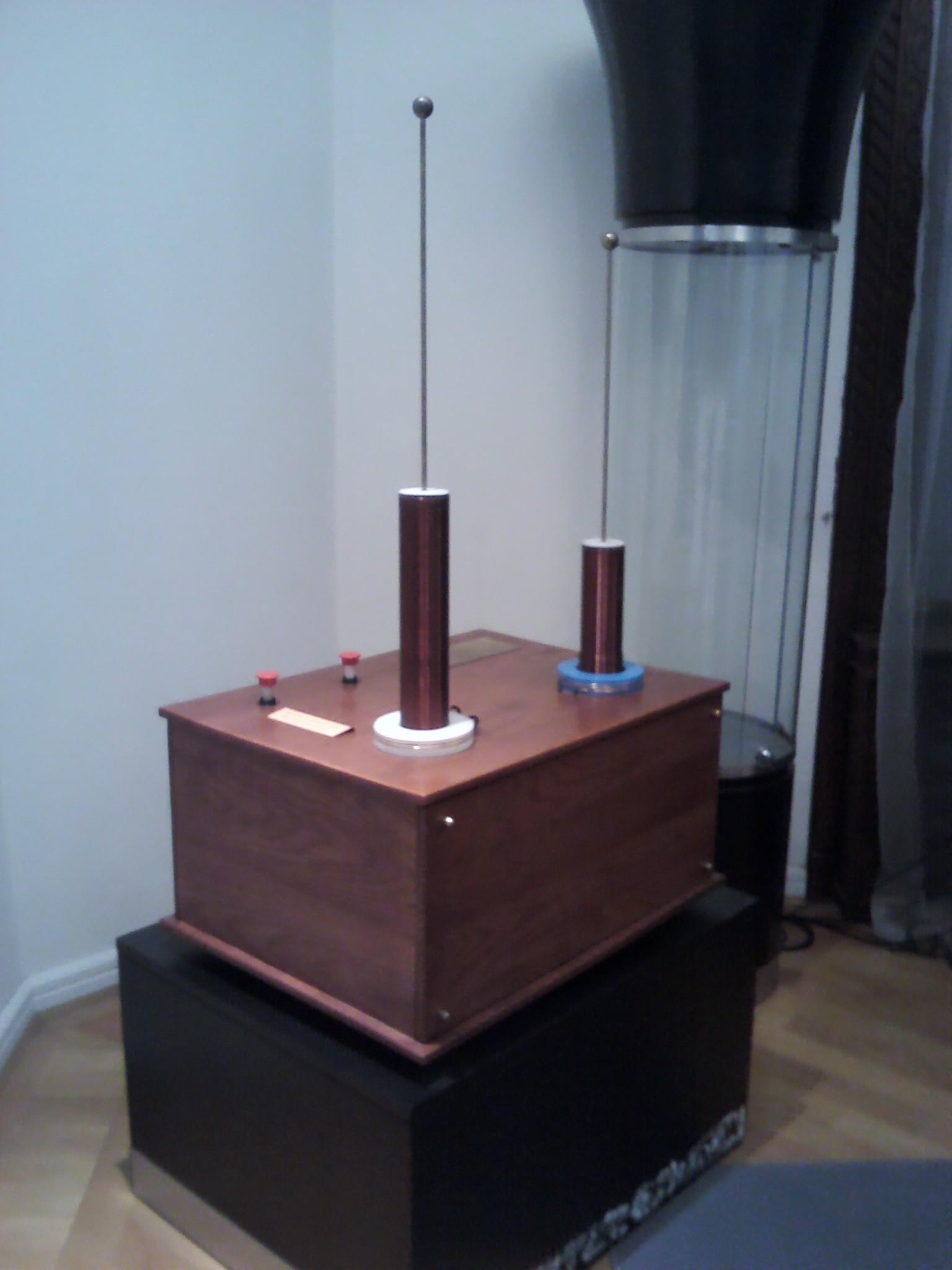
Telecomando utilizzato da Nikola Tesla per controllare la prima barca telecomandata.

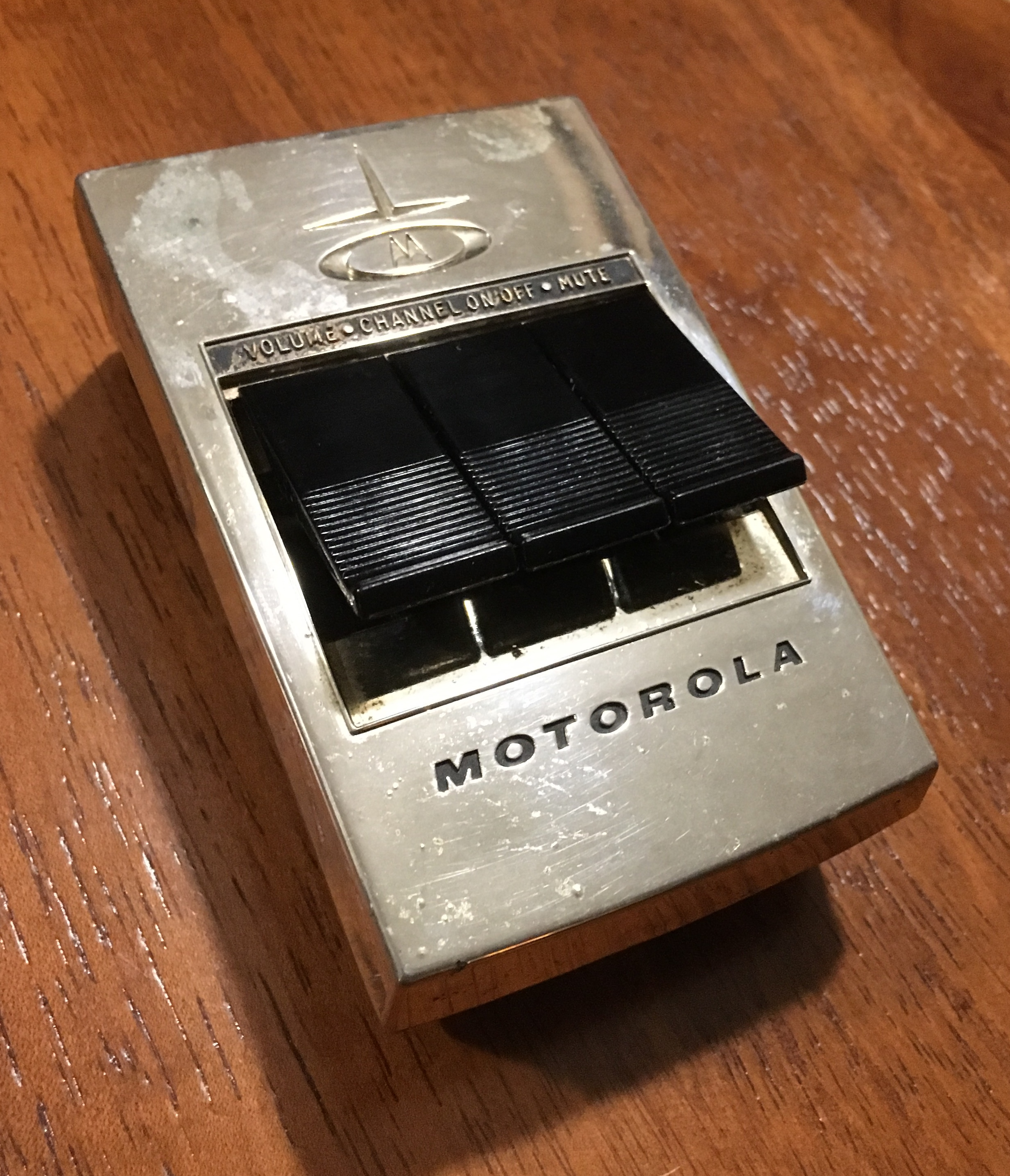
Telecomando Motorola per TV degli anni cinquanta.

I primi telecomandi furono costruiti negli Stati Uniti poco dopo la seconda guerra mondiale: si trattava di telecomandi per televisore, al quale erano collegati con un cavo atto a trasmettere il segnale. In particolare il primo modello conosciuto è il lazy-bone prodotto nel 1950 dalla Zenith Radio Corporation.
I primi modelli di telecomando senza filo seguirono alcuni anni dopo, sostituendo gradualmente i precedenti. Il primo telecomando senza fili funzionale fu sviluppato e brevettato nel 1956 da Robert Adler; era basato sull'utilizzo degli ultrasuoni ed era senza batterie dato che gli ultrasuoni erano generati in modo meccanico. Era comunque relativamente pesante e nel giro di poco tempo fu sostituito da telecomandi a batteria più leggeri e maneggevoli.

## Funzionamento

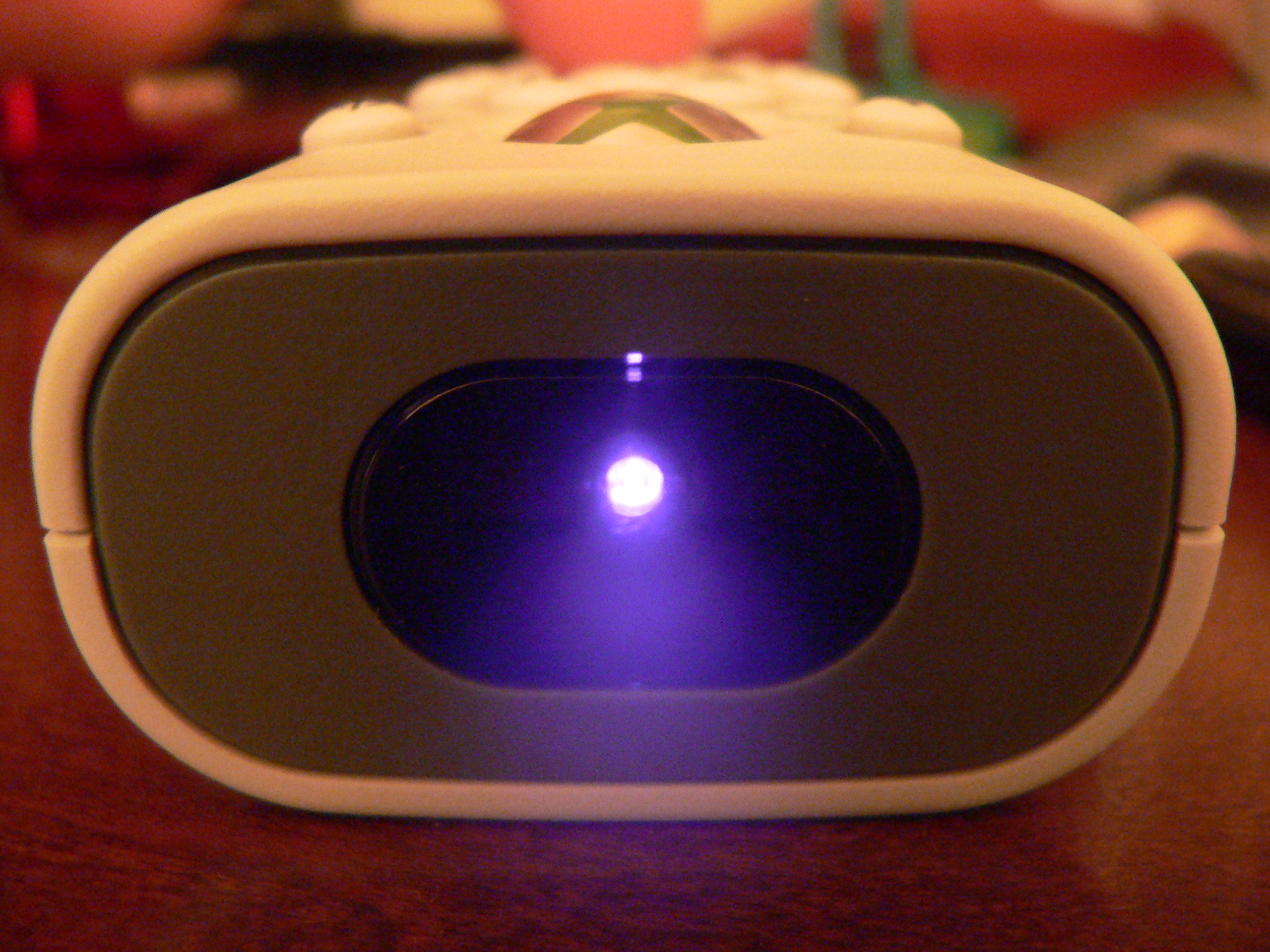
Invio di luce infrarossa da un telecomando.

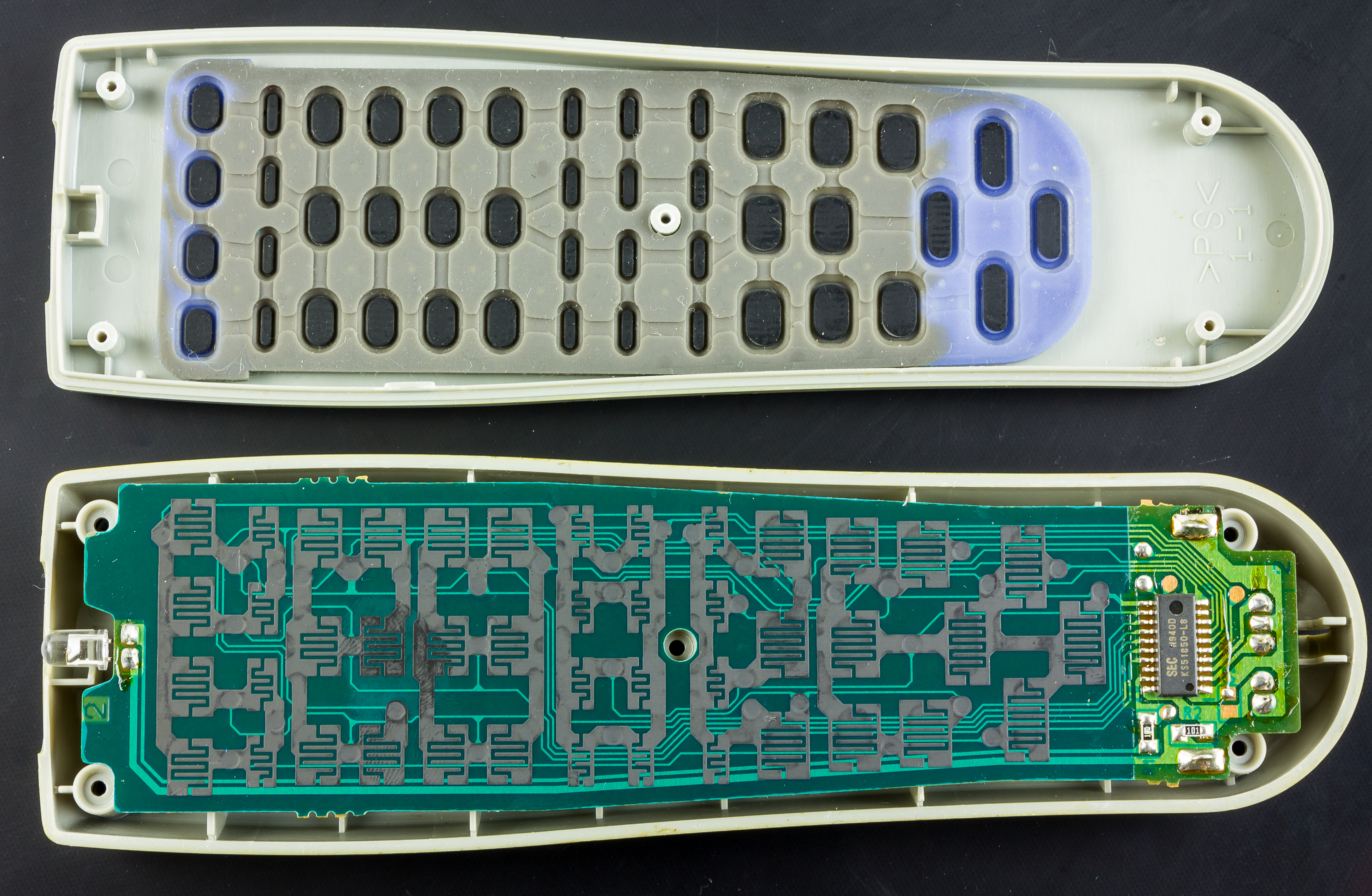
Vista interna di un telecomando.

Il telecomando è in grado di generare segnali elettromagnetici che possono essere captati dal dispositivo telecomandato attraverso un apposito ricevitore.
La scelta della frequenza di lavoro per il segnale, dipende principalmente dalla distanza fra il telecomando e il ricevitore: nel caso più comune dei telecomandi a breve raggio (da cinque a venti metri circa), se non vi sono frapposti muri od ostacoli fra trasmettitore e ricevitore, si utilizzano segnali infrarossi. La maggior parte dei telecomandi di questo tipo lavora con un diodo luminoso (LED) che emette luce infrarossa ad una lunghezza d'onda di 950 nm. I vari segnali codificati di cui può disporre, sono costituiti da gruppi di impulsi digitali emessi in successione, i quali costituiscono un segnale modulato ad una frequenza compresa fra 20 e 70 kHz. La modulazione, oltre ad evitare i disturbi, riduce il consumo di energia dell'emettitore.
Per distanze maggiori o nel caso vi siano ostacoli tra il punto di comando e il ricevitore, trovano impiego invece le onde radio (si parla in questo caso di radiocomando).

### Ricevitori

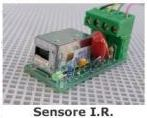
Sensore IR

Normalmente il ricevitore è integrato nel dispositivo (TV, VCR, DVD ecc) ma sono disponibili anche ricevitori stand-alone, che ricevono il segnale a infrarossi e restituiscono un codice su RS232 o altre interfacce seriali/parallele. Tra questi troviamo il RC5TO485, il RMT32, ecc.
Per svolgere la loro funzione, i ricevitori fanno uso di sensori e altri componenti elettronici in grado di rilevare il segnale trasmesso dal telecomando, filtrarlo, amplificarlo e restituire in uscita il segnale modulante puro e decodificarlo.

### Protocolli
Il segnale viene trasmesso dal telecomando utilizzando un cosiddetto "protocollo di comunicazione". Lo stesso protocollo viene utilizzato dal ricevitore per interpretare il segnale inviato.
Ci sono molti protocolli usati per i telecomandi a raggi infrarossi. Tra i più diffusi tra i costruttori troviamo i seguenti: ITT Protocol, JVC Protocol, NEC Protocol, Nokia NRC17, Sharp Protocol, Sony SIRC, Philips RC-5, Philips RC-6, Philips RC-MM, Philips RECS80, RCA Protocol, X-Sat.

## Applicazioni
I telecomandi sono utilizzati in molti ambiti, tra cui per comandare televisori, impianti stereo, lettori DVD, decoder, macchine fotografiche (in particolare per scattare foto a lunga esposizione), videocamere, videoproiettori, dispositivi di apertura di portiere di automobili, cancelli automatici o porte di garage, modellini telecomandati, droni, console per videogiochi, impianti di allarme, condizionatori, ecc.
Esistono inoltre telecomandi per uso casalingo definiti "universali", che hanno la particolarità di poter essere impostati memorizzando i codici dei segnali di più telecomandi già in proprio possesso; per esempio, uno di questi può sostituire il telecomando del televisore, dello stereo e del ricevitore satellitare.

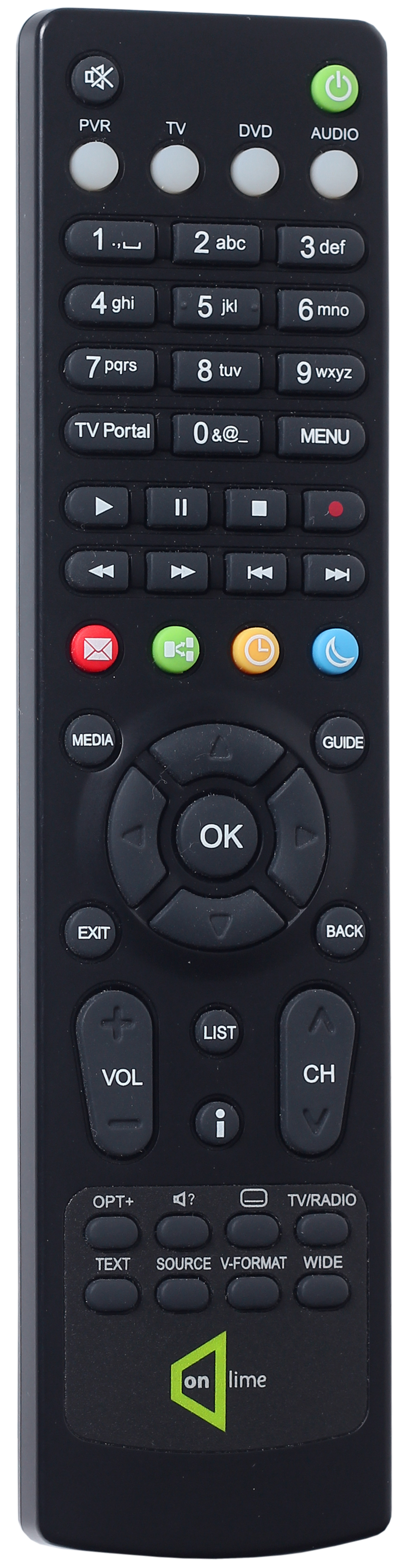
Telecomando di un televisore
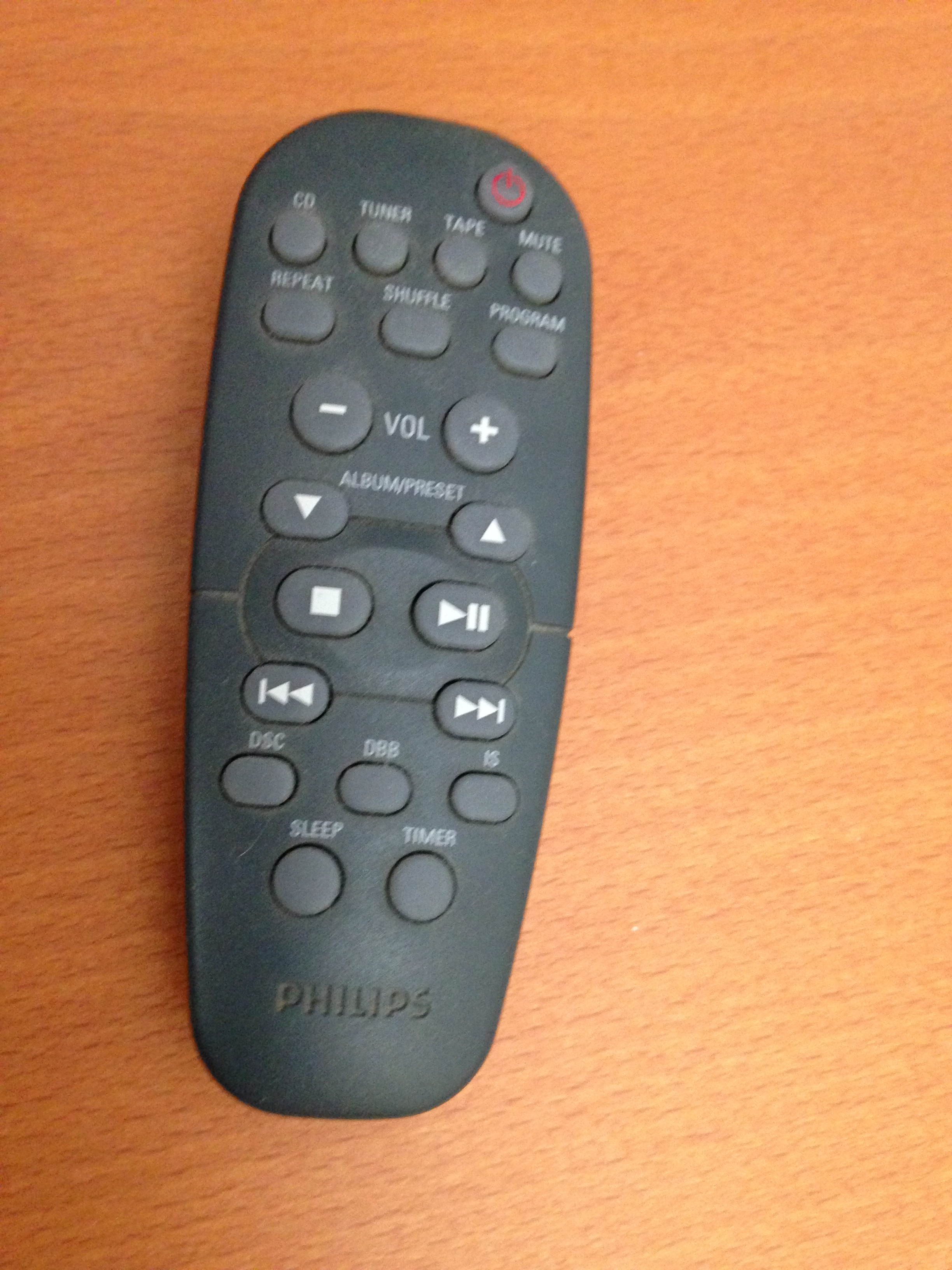
Telecomando di un impianto stereo
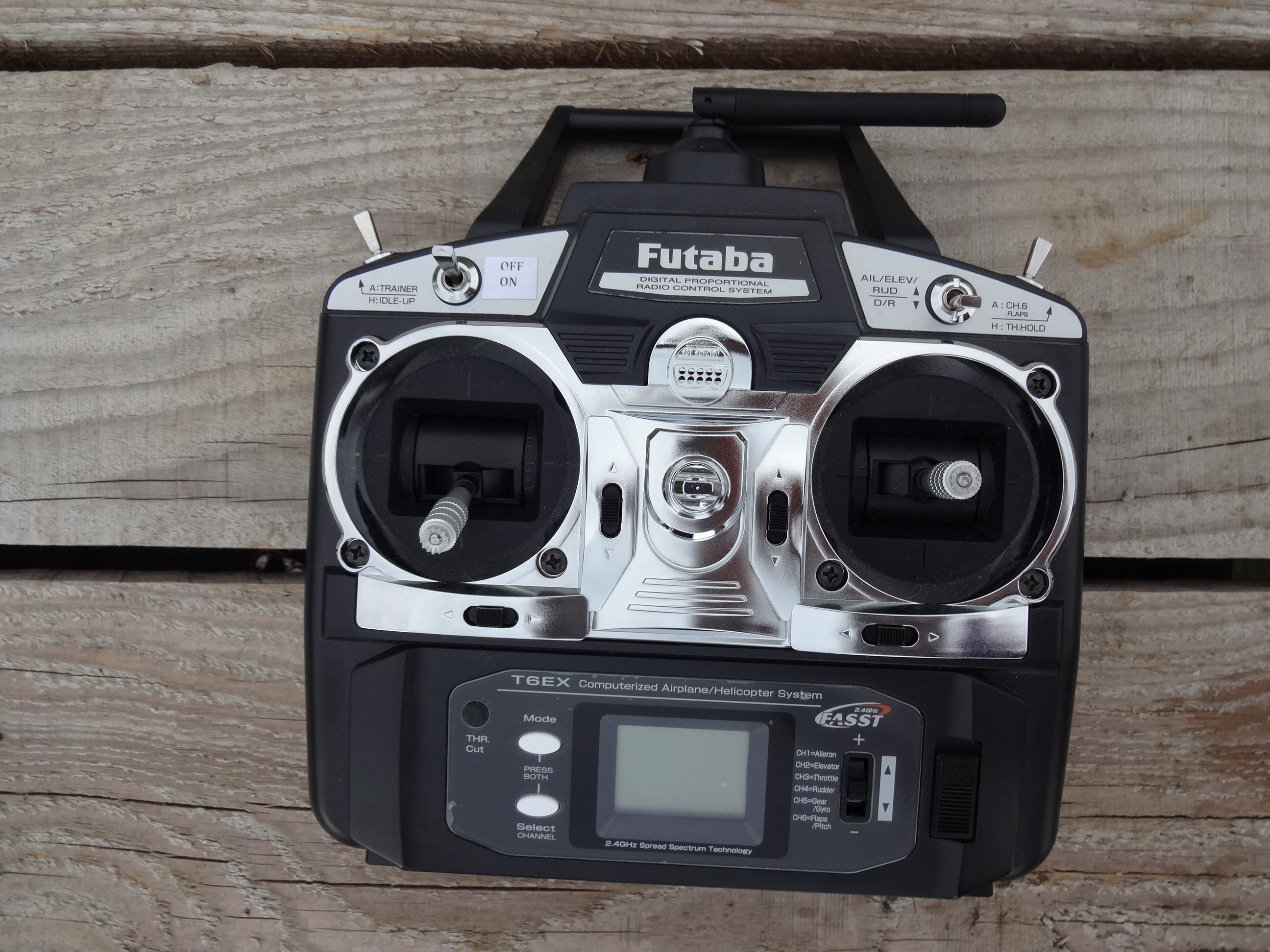
Telecomando per modellini radiocomandati
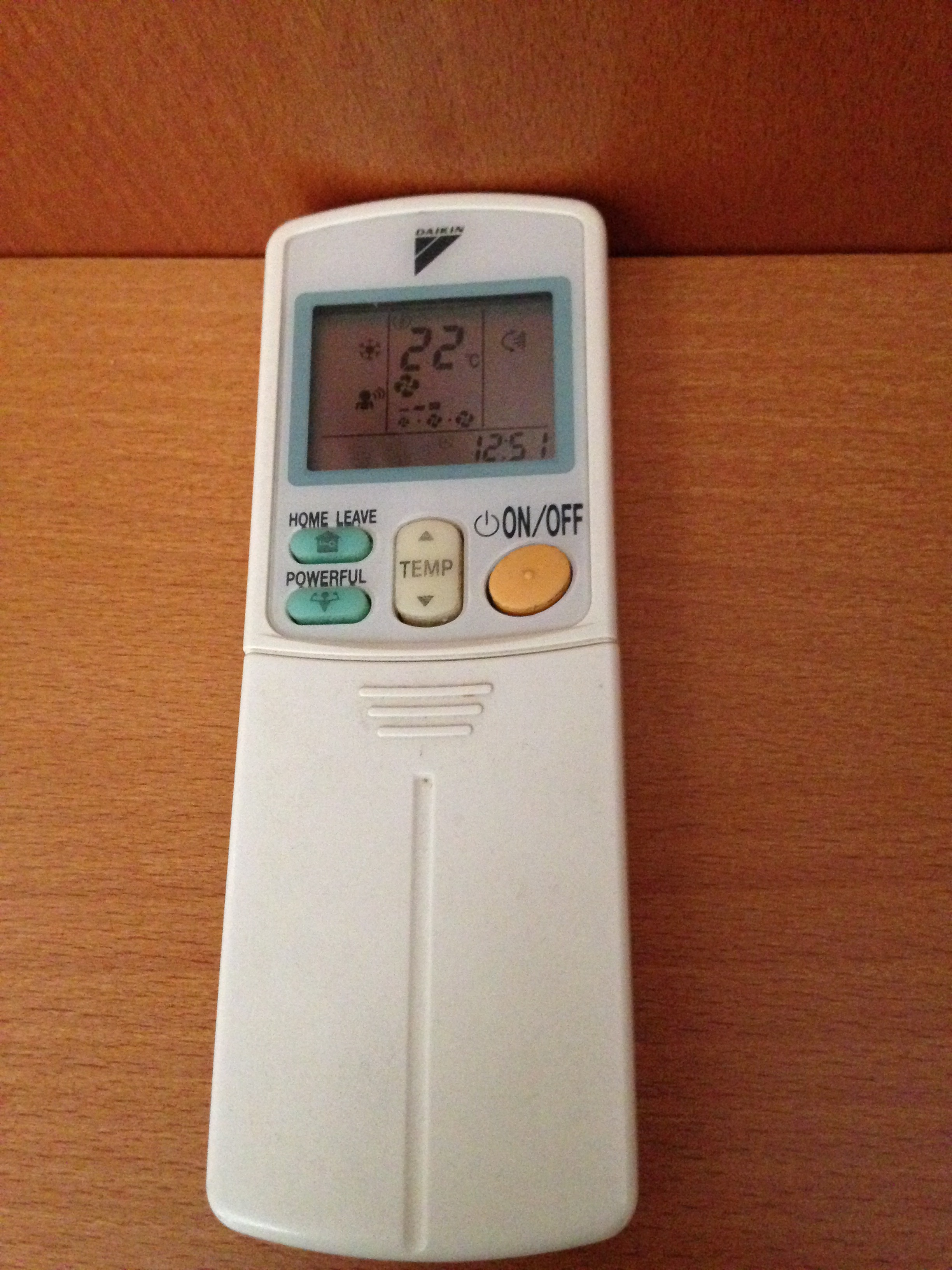
Telecomando per condizionatore
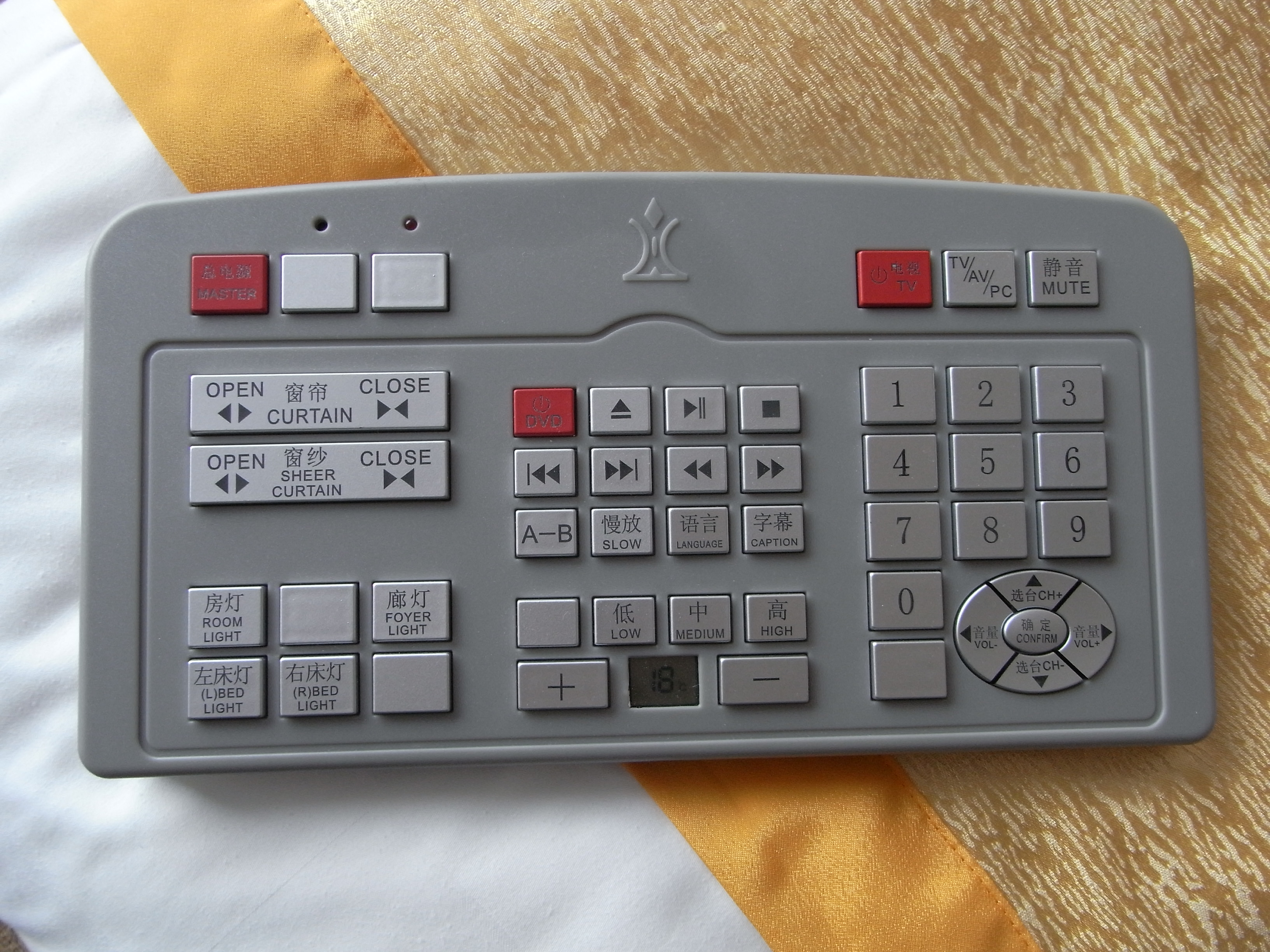
Telecomando multifunzione di una camera d'albergo per comandare TV, apertura tende, luci, ecc.
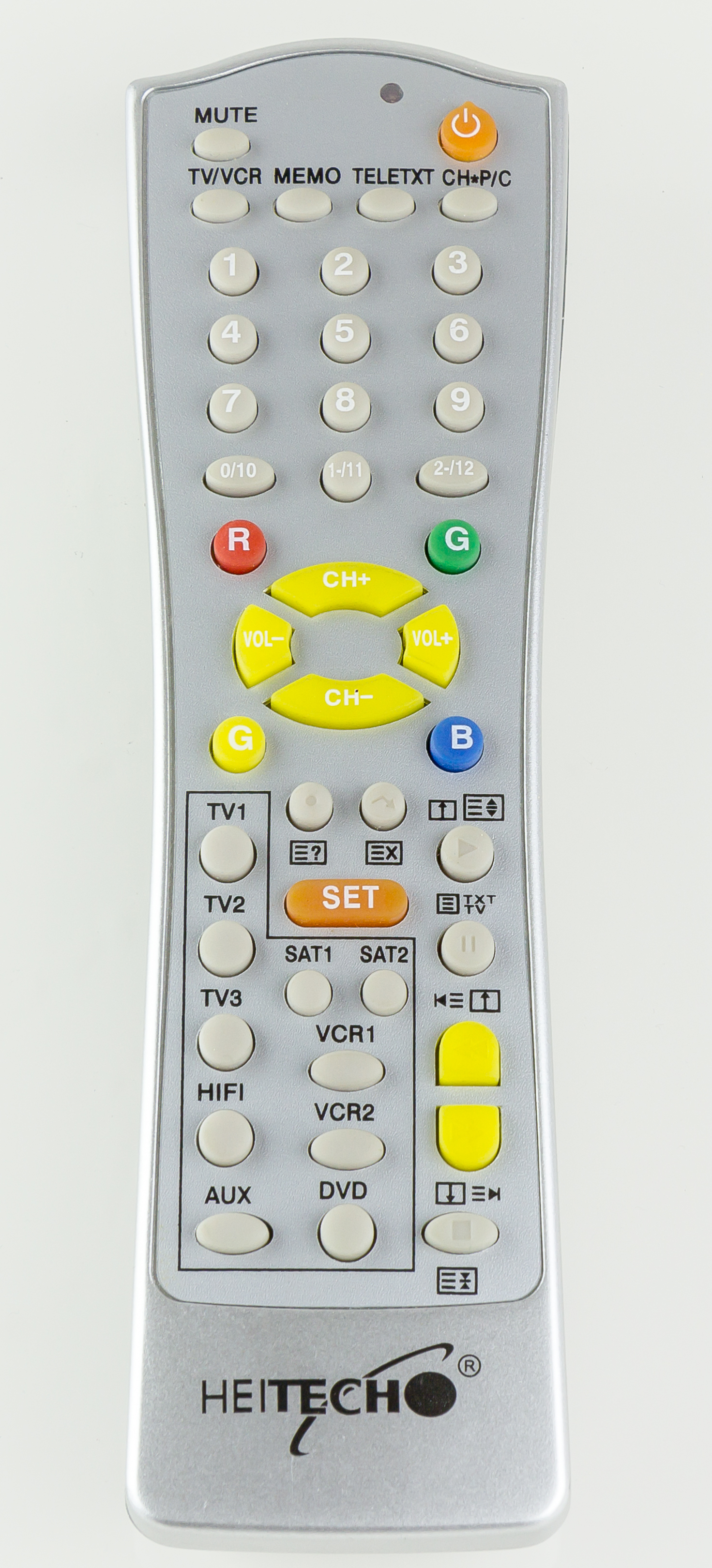
Esempio di telecomando universale
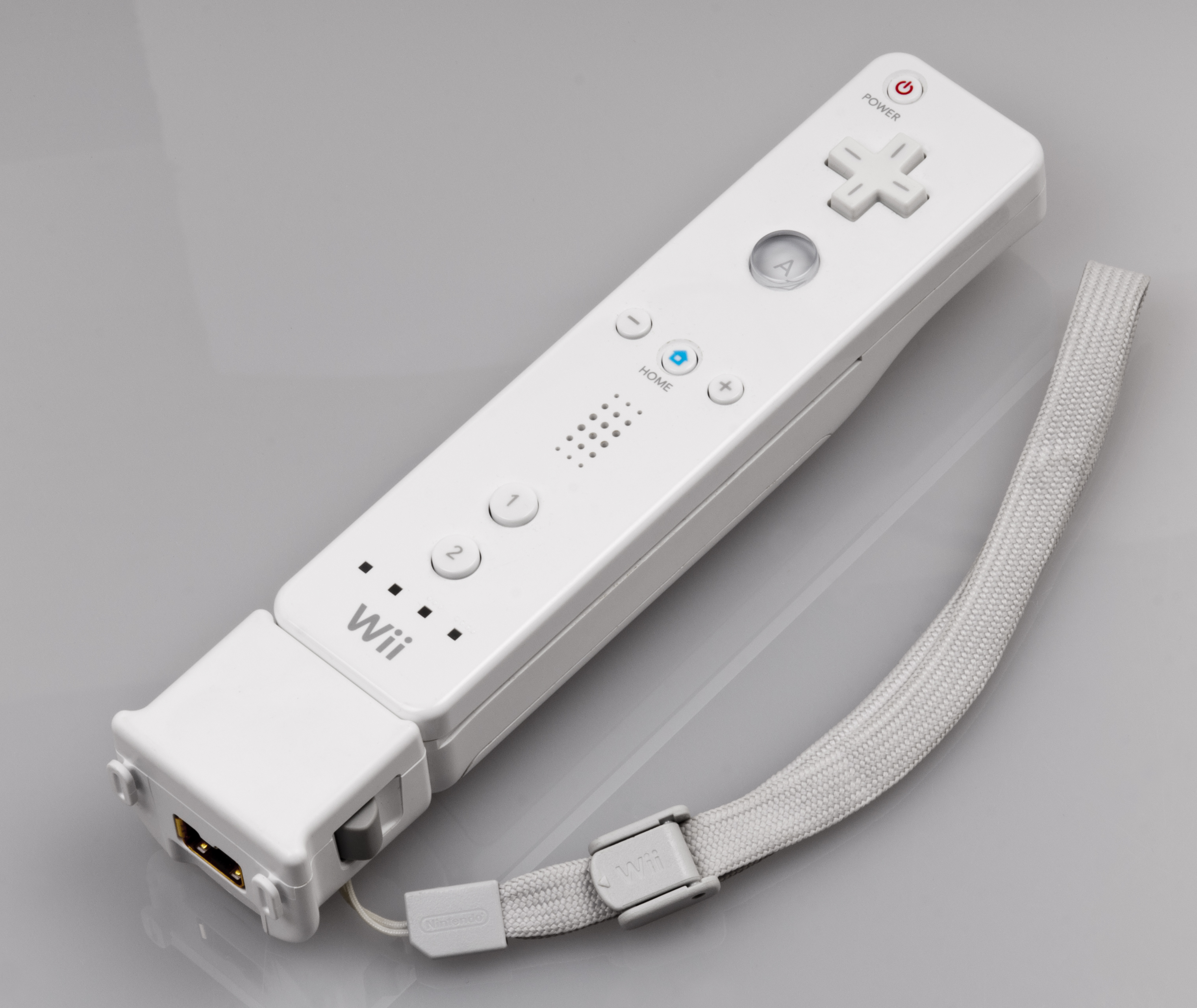
Telecomando per console videogiochi (Wii)

## Nella cultura di massa

### Italia
Introdotto negli anni '70 presso il pubblico italiano e diffusosi in particolare con la proliferazione delle reti televisive private locali nate a seguito della sentenza della Corte Costituzionale del 1976 che liberalizzava le frequenze radiotelevisive, il telecomando fu oggetto di diverse citazioni anche importanti negli anni '80:
- In Fantozzi contro tutti del 1980 vi è un'intera parte di un episodio dedicata alla "mania del telecomando" e alla proliferazione delle emittenti locali private;
- Il tastomatto fu un varietà televisivo del 1985 che aveva per oggetto lo zapping, ovvero l'azione di passare alla visione di diversi canali radiotelevisivi in breve tempo;
- Sempre nel 1985 Gigliola Cinquetti pubblicò il singolo Chiamalo amore (una canzone presentata al Sanremo di quell'anno) che come lato B aveva una canzone dal titolo "Telecomando", in cui la cantante racconta una tipica esperienza di zapping.